# Antuszewo (rejon totiemski)
Antuszewo (ros. Антушево) – wieś w Rosji, w rejonie totiemskim obwodu wołogodzkiego. W 2010 r. liczyła 4 mieszkańców.